# Паттен, Луана
Луана Паттен (англ. Luana Patten), (6 июля 1938 — 1 мая 1996) — американская актриса.

## Карьера
Луана Паттен родилась в Лонг-Бич, штат Калифорния в семье Харви Т. Паттена и Альмы Миллер. В возрасте трёх лет она была юной моделью и позже она начала работать у Уолта Диснея. Её первым фильмом стал мюзикл «Песня Юга» в 1946 году, в котором она снялась вместе с Бобби Дрисколлом.
Позже они вместе появились в полнометражном мультфильме «Время мелодий» в сегменте Pecos Bill. В 1957 она также играла одну из главных ролей с Джоком Махони в фильме «Джо Дакота». В 1947 году она снялась вместе с Эдгаром Бергеном в фильме «Веселые и беззаботные».
Она покинула киноиндустрию в 1968 году, но спустя 20 лет появилась в качестве камео в фильме «Гротеск».
Луана Паттен скончалась от дыхательной недостаточности в своём доме в Лонг-Бич в возрасте 57 лет. Похоронена на кладбище Forest Lawn Memorial Park.